# Carlos Roberto Flores Facussé
Pour les articles homonymes, voir Carlos Flores.
Carlos Roberto Flores Facussé, né le 10 mars 1950 à Tegucigalpa, est un homme d'État, entrepreneur et professeur hondurien. Il est président de la République du Honduras du 27 janvier 1998 au 27 janvier 2002.

## Famille
D'origine palestinienne, il est le neveu de l'industriel Miguel Facussé, l'un des hommes les plus riches du Honduras.

## Voir aussi

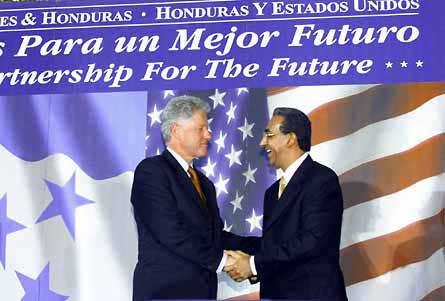
Le président hondurien Carlos Roberto Flores avec le président américain Bill Clinton.